# Escuela de Artes Escénicas de Seúl
La Escuela de Artes Escénicas de Seúl (en hangul, 서울공연예술고등학교; en hanja, 首尔公演艺术高中), coloquialmente conocida como SOPA (del inglés: School of Performing Arts Seoul), es una escuela de artes escénicas, ubicada en Gung-dong, Guro-gu, Seúl.

## Origen
SOPA fue fundada el 6 de marzo de 1966 como Jeonghui High School (en hangul, 정희 고등 학교민 학교). El 28 de febrero de 2002, Park Jae Ryeon fue nombrado director. SOPA se trasladó el 1 de septiembre de 2008 a su ubicación actual en 147-1 Gung-dong, Guro-gu, Seúl. Después de cambiar su nombre a Escuela de Artes Escénicas de Seúl (en hangul, 고등학교 공연; o Seo-ul Gong-yeon Yesul Godeung Hakkyo), SOPA recibió a su primer grupo de estudiantes el 1 de marzo de 2009. Hay un total de 11 935 graduados a partir del 4 de febrero de 2016, con el 2 de marzo de 2016 marcando nuevas admisiones de estudiantes para el año escolar de 2016.[cita requerida]

## Departamentos
- Departamento de teatro y cine
- Departamento de danza práctica
- Departamento de música práctica
- Departamento de artes escénicas
- Departamento de artes teatrales (combinado con el Departamento de Arte de Radiodifusión para formar el Departamento de Teatro y Cine)[3]
- Departamento de Artes de Radiodifusión (combinado con el Departamento de Artes Teatrales para formar el Departamento de Teatro y Cine)[4]